# Flugplatz Stralsund

i7
i11
i13
Der Flugplatz Stralsund (ICAO-Code: EDBV) ist ein Sonderlandeplatz im Landkreis Vorpommern-Rügen. Er verfügt über eine 900 Meter lange und 40 Meter breite Graspiste und ist für Segelflugzeuge, Motorsegler, Ultraleichtflugzeuge und Motorflugzeuge mit einem Höchstabfluggewicht von bis zu 5,7 Tonnen zugelassen.

## Geschichte
Der Flugplatz wurde 1958 eröffnet und diente zu Zeiten der DDR hauptsächlich dem Segelflug der Gesellschaft für Sport und Technik. Im Jahr 1966 wurde ein Hangar und 1972 das Vereinsheim errichtet. Zur Zeit der Wende wurde der Flugsportklub Volkswerft Stralsund gegründet, der alle Rechte und Pflichten der GST in Zusammenhang mit dem Platz übernahm. Am 3. Oktober 1990 übernahm die Gemeinde Stralsund das Flugplatzgelände und verpachtete es an den Flugsportklub, der ihn bis heute betreibt.

## Zwischenfälle
- Am 6. Februar 2010 kehrte ein Hubschrauber vom Typ Hughes 269C von einem kurzen Rundflug zurück und schwebte flach in einer Höhe von zwei bis zehn Metern zum Abstellplatz. Laut den Angaben des Piloten kam es am Ende des Sinkflugs bei einer Geschwindigkeit von 45 bis 55 Knoten zu einem Leistungsverlust und der Hubschrauber berührte den Boden mit der linken Kufe. Bei dem Versuch den Hubschrauber wieder unter Kontrolle zu bringen, hob er wieder ab, setzte erneut auf und kam auf der rechten Seite zum Liegen. Der 52-jährige Pilot wurde dabei schwer, sein Passagier leicht verletzt. Bei der Untersuchung der BFU ergaben sich aber keine Hinweise auf eine ursächliche technische Störung. Vielmehr folgerte die BFU, dass es auf Grund des gewählten Flugwegs, der geringen Abfanghöhe aus dem Sinkflug und der geschlossenen Schneedecke zu einem „Whiteout“-Phänomen mit unbeabsichtigtem Bodenkontakt des Hubschraubers und anschließendem Kontrollverlust kam.[3]

- Am 20. Mai 2011 flog ein Flugschüler mit seinem Fluglehrer in einer Evektor Eurostar EV97 einige Platzrunden. Nachdem bereits die Abschlusslandung angekündigt worden war, ging das Flugzeug im Gegenanflug in einer Höhe von circa 150 Metern vom Horizontalflug in einen steilen Bahnneigungsflug über und prallte nahezu senkrecht mit hoher Sinkrate auf den Boden. Der 47-jährige Flugschüler und der 41-jährige Fluglehrer wurden dabei tödlich verletzt und das Flugzeug zerstört.[4]